# كاثرين هينداهل
كاثرين هينداهل (بالدنماركية: Kathrine Heindahl)‏ مواليد 26 مارس 1992، هي لاعبة كرة يد دانمركية تلعب كمحور. مثلت منتخب الدنمارك لكرة اليد للسيدات.

## سجل المنافسة
شاركت في البطولات التالية:
- بطولة أوروبا لكرة اليد للسيدات 2016

## روابط خارجية
- كاثرين هينداهل على موقع الاتحاد الدولي لكرة اليد (الإنجليزية)
- كاثرين هينداهل على موقع الاتحاد الأوروبي لكرة اليد (الإنجليزية)
- كاثرين هينداهل على موقع اللجنة الأولمبية الدولية (الإنجليزية)